# Sodoma i Gomora
Sodoma i Gomora bila su dva biblijska grada u blizini Mrtvog mora koje je prema Knjizi postanka (Post. 18,16-18) Bog uništio sumpornim ognjem jer su im stanovnici bili grješnici i jer su pokazivali mržnju prema strancima i nisu pokazivali suosjećanje za slabe i siromašne (Ez. 16,49).
Prema tradiciji grad se povezuje s homoseksualnošću, vjerojatno zato što su po većinskoj interpretaciji stanovnici grada htjeli silovati dvojicu muškaraca koji su posjetili Lota (Post. 19,5), ali i zbog spomena seksualnog nemorala. Ovo tumačenje zasniva se na Bibliji, ali je danas sporno; neki znanstvenici vjeruju da je grešnost stanovnika ustvari u njihovoj negostoljubivosti, nasilnosti i nemaru prema siromašnima unatoč vlastitoj imućnosti.
Prema priči, Abraham je pokušao nagovoriti Boga da poštedi gradove i njihove stanovnike riječima:
»Hoćeš li iskorijeniti i nevinoga s krivim? Možda ima pedeset nevinih u gradu. Zar ćeš uništiti mjesto radije nego ga poštedjeti zbog pedeset nevinih koji budu ondje?«
U nastavku teksta Bog obećava poštedjeti Sodomu ako u njoj bude pedeset nevinih osoba. Abraham je pokušavao cijelo vrijeme smanjiti ovaj broj, korak po korak, došavši na kraju do broja deset. Ipak ni deset nevinih osoba nije bilo moguće pronaći u Sodomi. Kada su Jahvini anđeli dobili prenoćište kod Lota i njegove obitelji, stanovnici grada okružili su Lotovu kuću zahtijevajući da im Lot preda anđele. U svojoj srdžbi stanovnici grada nisu čak ni razmotrili Lotov prijedlog da im umjesto anđela preda svoje dvije neudate kćeri, nakon čega anđeli osljepljuju napadače, i uz pomoć sile izvlače Lota i njegovu obitelj iz grada, sa zapovijedi da se ne obaziru na Sodomu. "Jahve zapljušti s neba na Sodomu i Gomoru sumpornim ognjem " (Post. 19,24), uništivši oba grada i područje oko njih. Lotova žena, koja se unatoč Jahvinoj naredbi okrenula prema gradovima, pretvorila se u stup soli.
Lot i njegove kćeri živjeli su poslije uništenja Sodome i Gomore u osami.
Priča o Sodomi i Gomori utjecala je na stvaranje riječi sodomija koja se može pronaći u brojnim jezicima.